# Sollentuna kyrka
Sollentuna kyrka är församlingskyrka i Sollentuna församling, Stockholms stift. Kyrkan ligger i kommundelen Norrviken mellan sjön Norrviken och trafikplats Rotebro som ansluter till E4:an.

## Kyrkobyggnaden
Sollentuna kyrka har funnits i mer än 800 år. Under årens lopp har den regelbundet byggts ut, byggts om och renoverats.
Kyrkan har en stomme av gråsten och byggdes i slutet av 1100-talet och bestod av det nuvarande tornet och långhusets två västligaste travéer. Ursprungligen kan den ha varit en försvarskyrka med tanke på dess läge vid sjön Norrviken, som var en betydande vattenled under vikingatid. 
Det ursprungliga koret var smalare än långhuset. Tornet var lägre än i dag och uppdelat i flera våningar. Rummen användes som skydd i orostider och som förråd. Huvudingången låg i väster. I slutet av 1200-talet breddades och förlängdes koret och sakristian uppfördes i norr. Kryssvalven i tegel tillkom förmodligen under 1300-talets första hälft och under 1400-talet höjdes tornet och vapenhuset byggdes i söder.
Nästa radikala förändring av kyrkan inträffade under 1600-talets första hälft, då det polygona högkoret byggdes som gravkor åt familjen Berndes på Sollentunaholm. Byggnaden i senrenässans stil, lades under gemensamt tak med resten av kyrkan och över koret placerades en takryttare. År 1780 fick fönstren sitt nuvarande utseende och fasaden putsades. Tornkrönet uppfördes 1841. 1902 knackades kalkmålningarna från 1400-talets andra hälft fram. De restaurerades hårt och okänsligt, något som man försökte reparera 1938–1939. Av långhusets målningar återstår endast fragment, däremot är en större del av målningarna bevarade i vapenhuset. Där kan man se Den fromme och den världsliges bön och Livets lyckohjul. Målningarna hör till den skola som företräddes av Albertus Pictor.
Altaruppsatsen är troligen ritad av Erik Palmstedt 1781. Kyrkans medeltida altarskåp hänger på norra väggen och är signerat 1475 av Jordan Målare. Centralmotivet är korsnedtagningen som flankeras av Sankt Erik och Sankt Lars. Därunder finns sex profeter. I flyglarna står bland annat apostlar och helgon. Flyglarnas utsidor har målningar, däribland en kalvariegrupp. Dopfunten från 1200-talets andra hälft är en paradisfunt med musselformad cuppa.
Kvarlevorna efter Sveriges kung Gustav Vasa och hans båda drottningar förvarades i Sollentuna kyrka en natt 1560 på väg mot Uppsala. Med dem vakade inte mindre än 30 präster och tre biskopar.

## Inventarier
- Ett rökelsekar av malm är från 1200-talet.
- Dopfunten av kalksten från Gotland med musselcuppa är från omkring år 1300.
- Predikstolen har ett underrede som kommer från en äldre predikstol, troligen från 1627. Korg med trappa och ljudtak tillverkades vid mitten av 1700-talet. 1938 togs predikstolens ursprungliga färger fram.
- Inredning och konstföremål

### Orgel
- 1644 skänkte riksrådet Joh. Bernds och Ing. Kurk en orgel med 8 stämmor men är år 1773 förlorat.[2]
- 1773 bygger Jacob Westervik, Stockholm en orgel.
- 1902 bygger Åkerman & Lund, Sundbybergs köping en orgel med 12 stämmor, två manualer och pedal.
- 1939 bygger J A Johnsson, Duvebo en orgel med 16 stämmor, två manualer och pedal.
- 1970 bygger Frederiksborg Orgelbyggeri, Hilleröd, Danmark en orgel med 22 stämmor, två manualer och pedal. Fasaden är från 1773 års orgel.

| Huvudverk I   | Svällverk II       | Pedal         | Koppel |
| Principal 8´  | Rörflöjt 8´        | Subbas 16´    | I/P    |
| Gedakt 8´     | Gamba 8´           | Oktavbas 8´   | II/P   |
| Oktava 4'     | Principal 4'       | Gedacktbas 8´ | II/I   |
| Spetsflöjt 4' | Flöjt oktaviant 4' | Pommer 4'     |        |
| Quinta 2 2/3' | Pivvolo 2'         | Fagott 16'    |        |
| Oktava 2'     | Sifflöjt 1'        |               |        |
| Mixtur V      | Sesquialtera II    |               |        |
| Trumpet 8'    | Scharf III-IV      |               |        |
|               | Dulcian 8'         |               |        |
|               | Tremulant          |               |        |
|               | Crescendosvällare  |               |        |

2021 byggs den nuvarande orgeln av Metzler Orgelbau AG, Schweiz
| Man I. Huvudverk C-g3 | Man II. Pos/Svällverk C-g3 | Pedal C-f1    | Koppel    |
| --------------------- | -------------------------- | ------------- | --------- |
| Principal 8'          | Rohrflöte 8'*              | Subbas 16'    | Pos16'/Hv |
| Bourdon 8'            | Quintade 8'                | Octavbass 8'  | Pos/Hv    |
| Principal 4'          | Gambe 8'*                  | Bourdon 8'    | Pos/Ped   |
| Spitzflöte 4'         | Unda maris 8'*             | Choralbass 4' | Hv/Ped    |
| Quinte 2 2/3'         | Principal 4'               | Posaune 16'   |           |
| Superoctave 2'        | Traversflöte 4'            | Trompete 8'   |           |
| Terz 1 3/5'           | Nasard 2 2/3'              |               |           |
| Mixtur III            | Waldflöte 2'               |               |           |
| Trompete 8'           | Terz 1 3/5'                |               |           |
|                       | Quinte 1 1/3'              |               |           |
|                       | Oboe 8'*                   |               |           |
|                       | Tremulant                  |               |           |
|                       | *Placerade inom svällskåp  |               |           |

#### Kororgel
Kororgeln är byggd 1981 av Richard Jacoby Orgelverkstad, Stockholm och är mekanisk.
| Manual         | Pedal       | Koppel   |  |
| Gedakt 8’      | Rankett 16’ | Man/Ped. |  |
| Principal 4’   |             |          |  |
| Koppelflöjt 4’ |             |          |  |
| Svegel 2’      |             |          |  |
| Nasat 1 1/3'   |             |          |  |

## Bilder

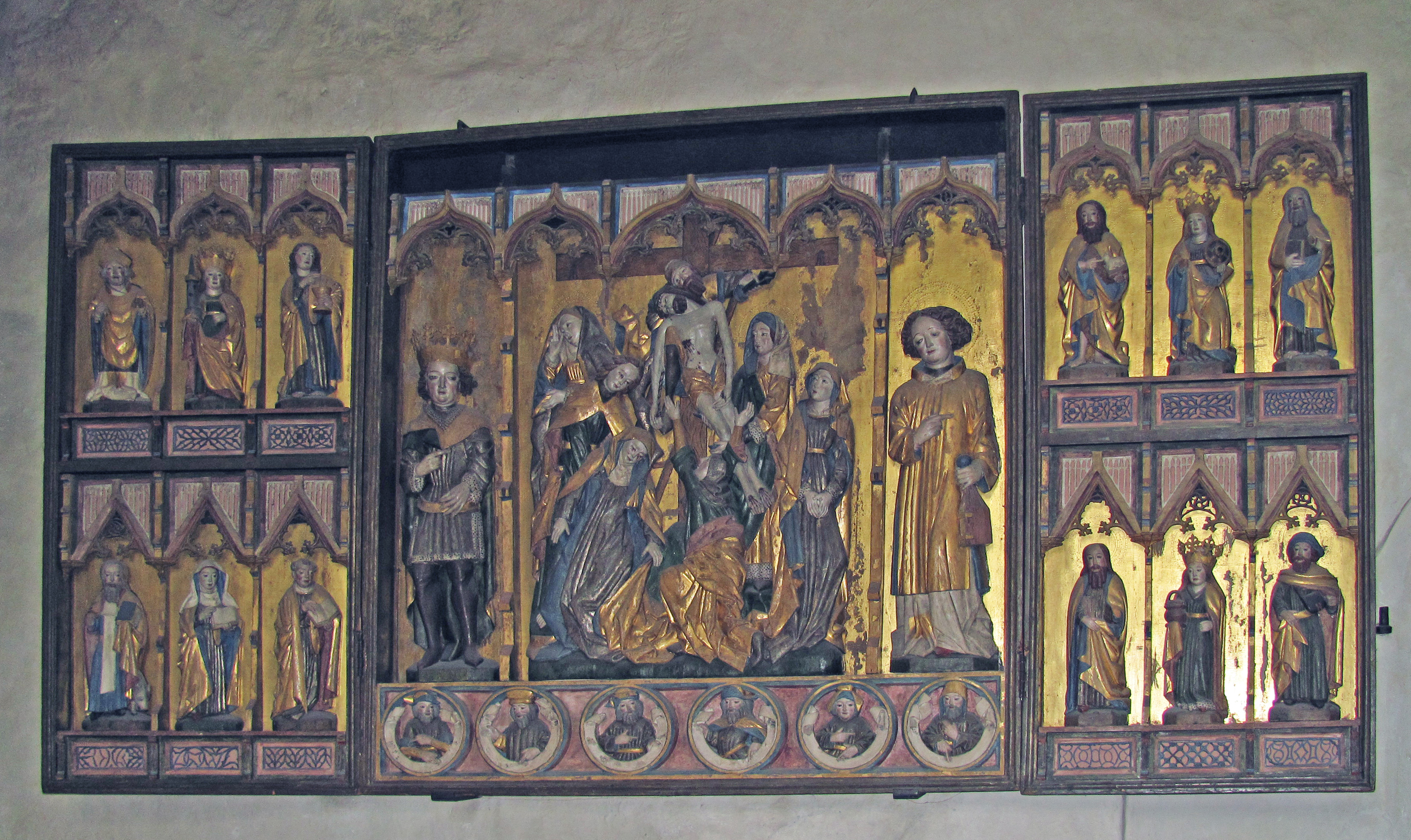
Altarskåpet

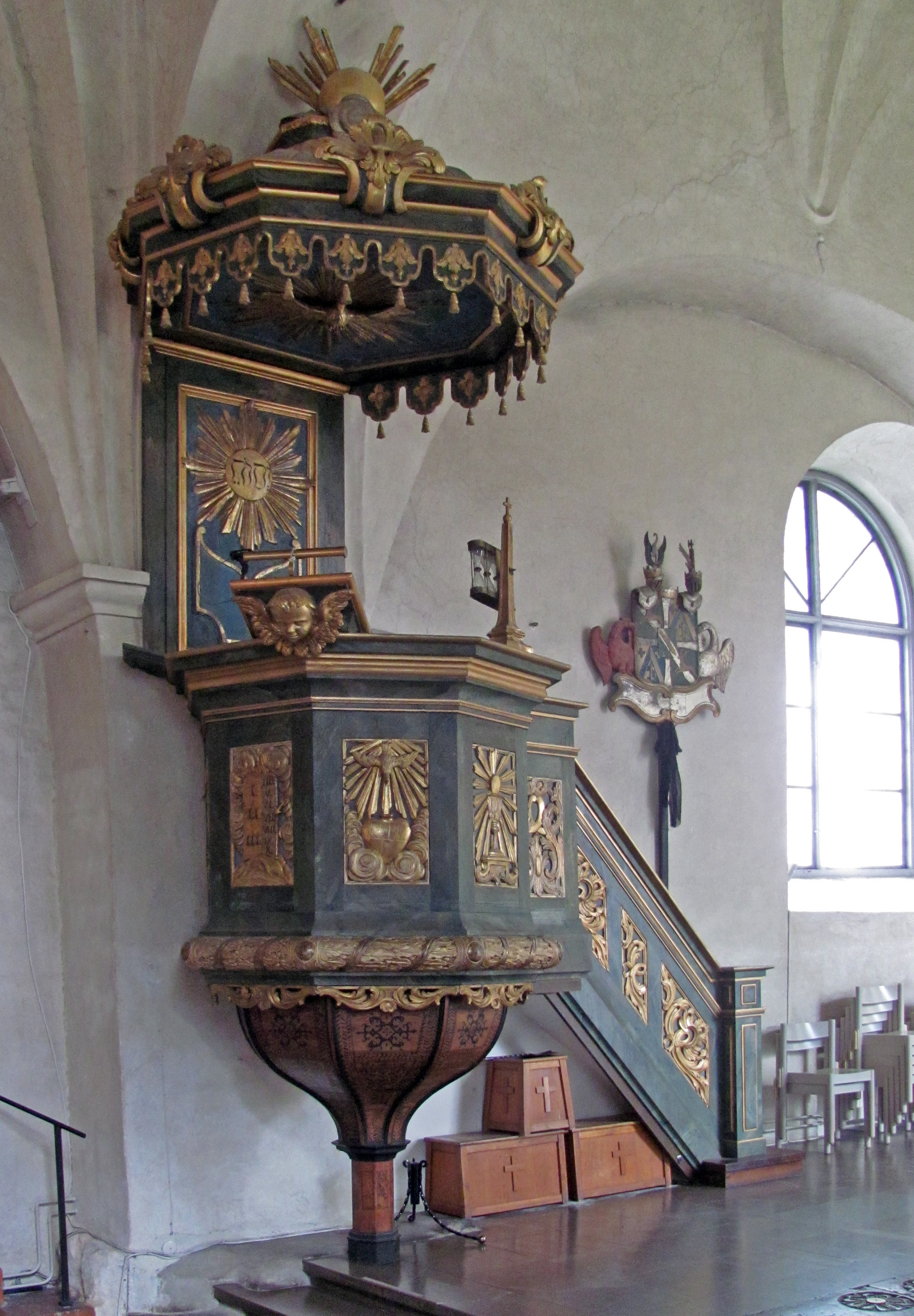
Predikstolen
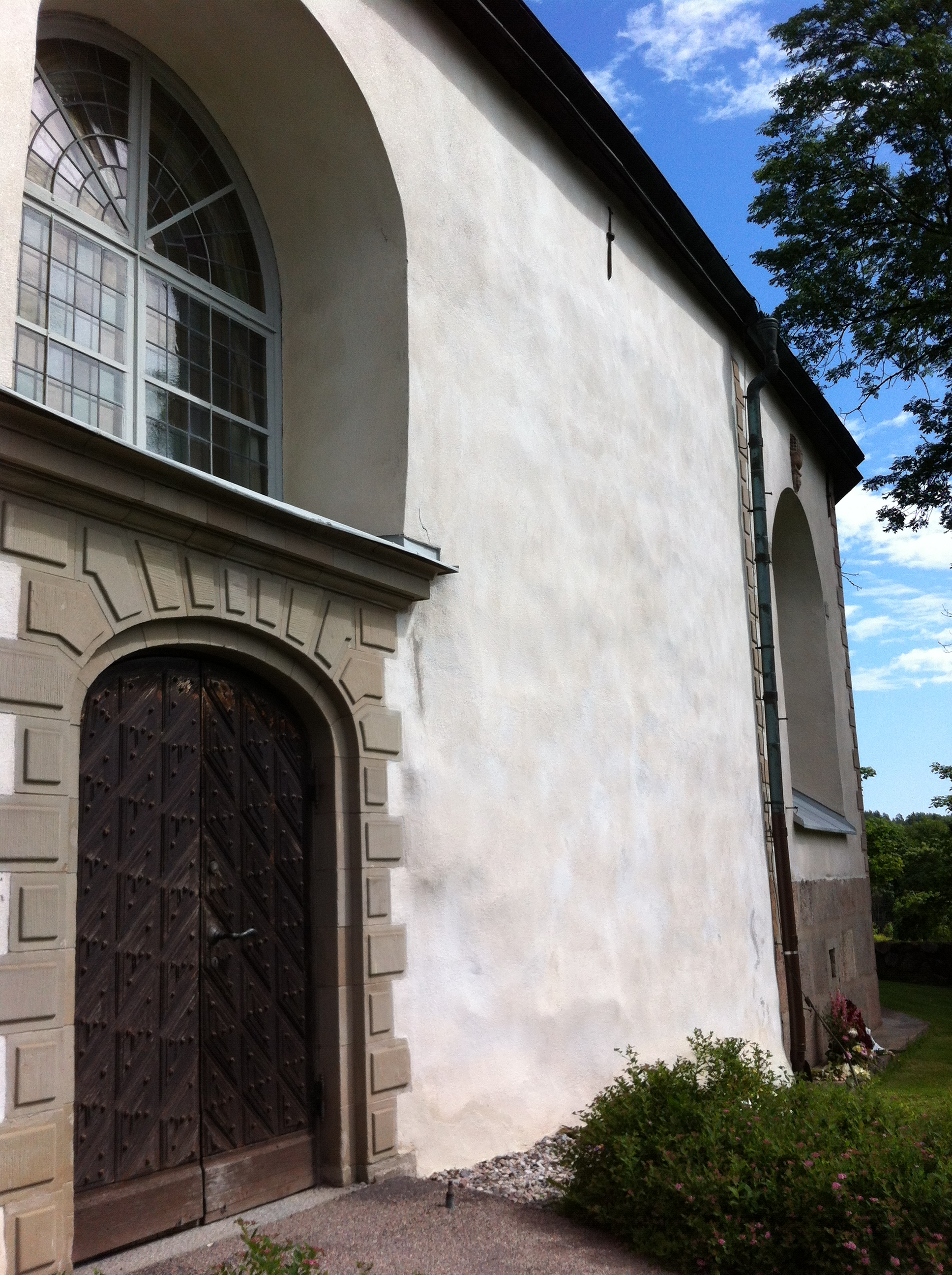
Denna port används inte för närvarande, södersida. Från porten och österut skedde sista påbyggnaden, då man fick flytta altarkoret.
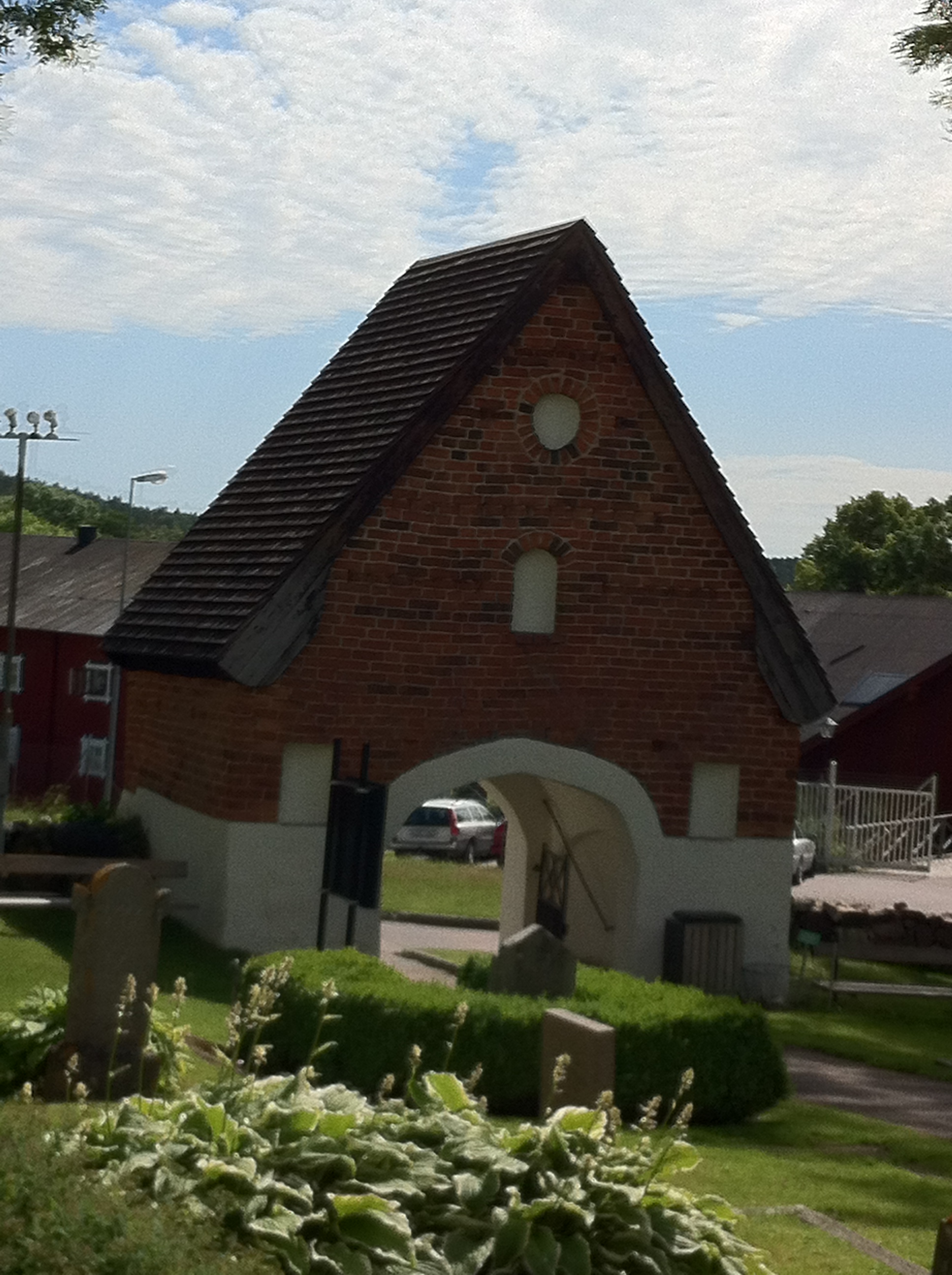
Gammal portal vid Sollentuna kyrka.
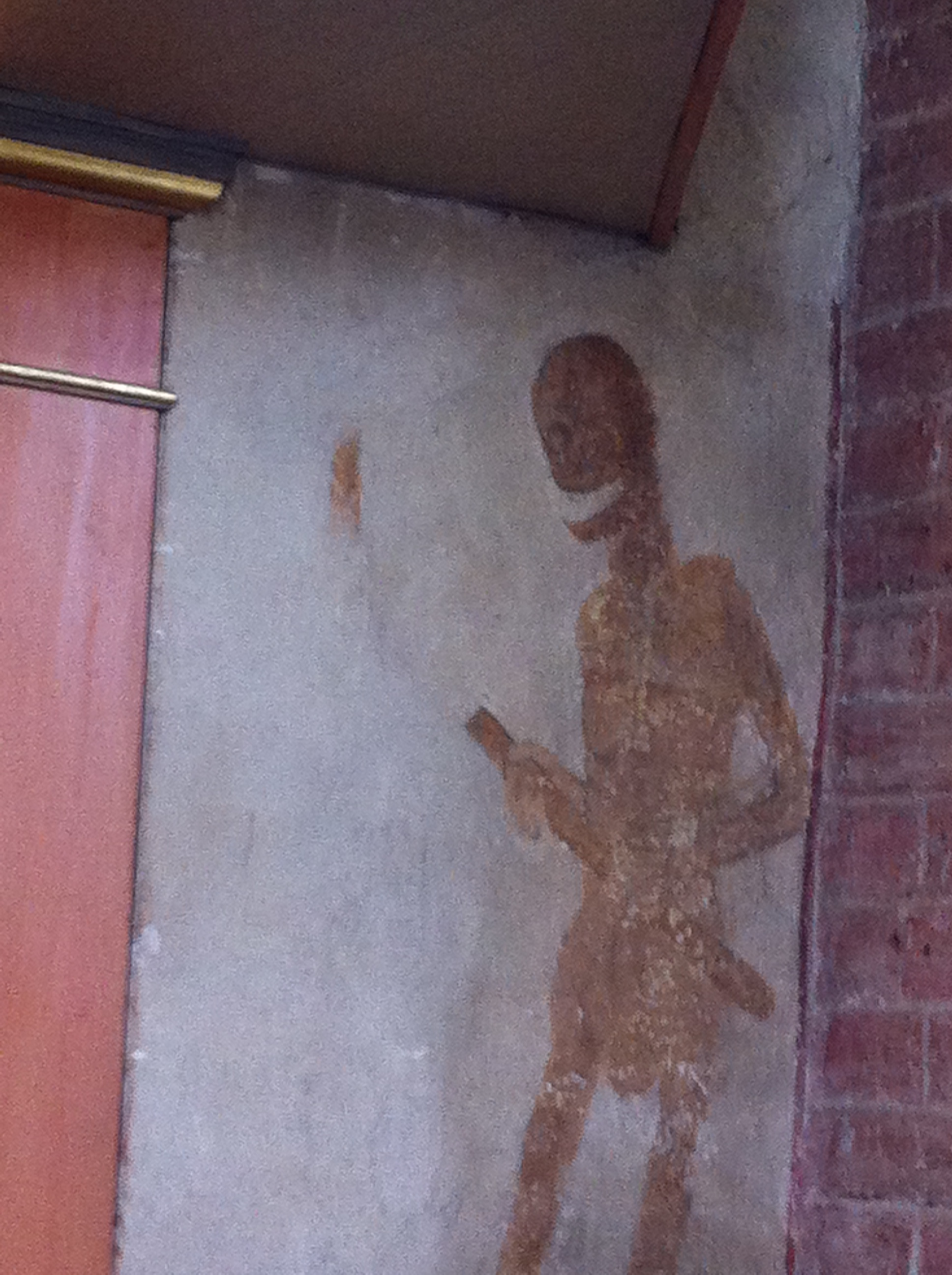
Liemannen, väggmålning som ingår i en serie bilder med människans liv från födsel.